# Эфрос, Герасим Григорьевич
Герасим Григорьевич Эфрос (2 июля 1902, Санкт-Петербург — 12 ноября 1979, Ленинград) — советский художник, график, карикатурист.

## Биография
В детские годы жил в Двинске, где родилась его сестра Роза (1902). Отец, Григорий Моисеевич Эфрос (Гешель Мошкович Эфруш), был купцом, а в 1920-е годы служил агентом «Промкредита». С 1908 и до конца 1930-х годов семья жила на Мытнинской улице, дом № 1, кв. 3. Одновременно с учёбой в реальном училище посещал частную художественную школу М. Д. Бернштейна (1915—1916) в Петрограде. С 1918 года учился на живописном отделении Петроградских Государственных свободных художественных мастерских (с 1921 года ВХУТЕИН), мастерская К. С. Петрова-Водкина. В 1924 году после окончания живописного отделения продолжил учёбу на архитектурном факультете ВХУТЕИНа, защитив дипломную работу в 1929 году.
С середины 1920-х до начала 1930-х работал в области плаката и журнальной сатирической графики, сотрудничал с московскими и ленинградскими журналами «Бегемот», «Бузотёр», «Смехач», «Красный ворон», «Лапоть», «Пушка», «Ревизор», «Крокодил», создал циклы «Истории НЭПа», «Бытовое». С 1933 года — член Ленинградского союза архитекторов. В 1938—1940 годах выполнил эскиз многофигурного монументального фриза для конкурсного проекта Дворца Советов в Москве на темы «Сбор урожая», «Самолетостроители» и «Шахтёры». С конца 1930-х годов преподавал рисунок на архитектурном факультете Ленинградского инженерно-строительного института (ЛИСИ).
10 марта 1942 года вместе с ЛИСИ был эвакуирован с семьёй в Барнаул, после возвращения из эвакуации до 1961 года преподавал в ЛИСИ, с 1962 года — в Ленинградском педагогическом институте имени А. И. Герцена.
В 1988 году в Москве в серии «Мастера советской карикатуры» была выпущена книга-альбом художников-карикатуристов Григория Розе, Роберта Черняка и Герасима Эфроса. В 2004 году в московской галерее «Арт-Диваж» состоялась ретроспективная выставка творчества Герасима Эфроса. Г. Г. Эфрос принадлежит к числу наиболее значительных мастеров советской сатирической графики 1920-х.
Похоронен на Комаровском кладбище.

## Семья
- Сестра — Роза Григорьевна Маньковская (1904 — после 1989), библиотековед, заведующая библиотекой Музея обороны Ленинграда (1944—1948), заведующая сектором Государственной публичной библиотеки[1]. Другая сестра — Эсфирь Григорьевна Эфрос, была адвокатом, состояла членом коллегии защитников.
- Жена — Ирина Васильевна Варзар (1904—1995), дочь астронома Софьи Михайловны Варзар, внучка экономиста-статистика Василия Егоровича Варзара. Её сестра Нина была замужем за композитором Дмитрием Шостаковичем.
  - Дочь — Алла Герасимовна Варзар (1938—2004), художник, архитектор.
- Племянник — Максим Шостакович, пианист, дирижёр.

## Публикации
- Григорий Розе, Роберт Черняк, Герасим Эфрос. Серия «Мастера советской карикатуры». М.: Советский художник, 1988.
- Эфрос Герасим Григорьевич, 1902—1979: каталог выставки. М.: Skorpion, 2004.